# 射水市立新湊中学校
射水市立新湊中学校（いみずしりつ しんみなとちゅうがっこう）は、富山県射水市八幡町にある市立中学校。

## 沿革
- 2013年（平成25年）4月1日[2] - 射水市立新湊西部中学校と射水市立奈古中学校を統合し設立される。旧射水市立新湊西部中学校（射水市庄川本町25番50号）校舎を暫定校舎とする。
- 2015年（平成27年）
  - 3月29日 - 旧射水市立奈古中学校校舎取り壊し・新校舎整備が完了し、竣工式・施設内覧会が行われた。
  - 4月1日 - 旧射水市立奈古中学校敷地（射水市八幡町三丁目14番4号）が、射水市立新湊中学校の所在地[3]となった。

## 通学区域
庄西町一丁目、庄西町二丁目、港町、庄川本町、本町一丁目～三丁目、放生津町、中央町、桜町、立町、八幡町一丁目～八幡町三丁目、中新湊、二の丸町、越の潟町、西新湊、三日曽根、善光寺、緑町、海王町、堀岡108番地・109番地、堀岡新明神201番地・202番地・205番地・206番地・208番地・209番地
(射水市立放生津小学校、射水市立新湊小学校)

## 交通
- 万葉線東新湊駅より徒歩約15分